# 쓰치미카도 천황
쓰치미카도 천황(土御門天皇, 1196년 1월 3일 - 1231년 11월 6일)은 가마쿠라 시대의 사람으로 제83대 일본 천황이다(재위: 1198년 2월 18일(음 1월 11일) ~ 1210년 12월 12일(음 11월 25일)). 고토바 천황과 그 후궁인 미나모토노 미치치카(源通親)의 딸 쇼메이몬인(承明門院) 미나모토노 아리코(源在子)의 아들이며, 이름은 다메히토(爲仁)이다.

## 약력
1198년 고토바 천황의 양위로 4세의 나이에 즉위하였으나 사실상 재위 기간 내내 고토바 상황에 의한 인세이(院政)가 이어졌다. 온화한 성격의 소유자로, 당시까지 계속되고 있던 막부와 조정의 긴장관계가 풀어질 것을 염려한 고토바 상황의 요구로 1210년 동생인 준토쿠 천황에 양위한 후 퇴위했다.
재위 기간 동안 교토의 조정에서는 외할아버지인 미나모토노 미치치카가 조정(만도코로; 政所)의 장관인 벳토(別當)의 관직을 맡아 권력을 장악하고 있었고, 가마쿠라에서는 1199년 막부 초대 쇼군인 미나모토노 요리토모가 죽은 후 사실상 호조 도키마사(北条時政)를 위시한 호조 가문에 의한 고케닌(御家人) 정치가 행해지고 있었다.
퇴위 후인 1221년 고토바 상황에 의한 가마쿠라 토벌 시도가 실패하여 막부의 반격을 받은 조큐의 난이 발생하여 고토바 상황은 오키 섬, 준토쿠 상황은 사도(佐渡)에 유배되는 사건이 발행했다. 쓰치미카도 상황은 사건에 관여하지 않았다는 이유로 처벌 대상은 되지 않았지만, "아버지(고토바인)가 유배되었는데 아들이 교토에 남아 있는 것은 차마 견딜 수 없는 일"이라며 자신도 유배를 청해, 시코쿠의 도사 국으로 거처를 옮겼다. 이후 시코쿠 동쪽으로 위치상 교토와는 조금 더 가까운 아와로 거처를 다시 옮기게 되었데, 가마쿠라 막부는 고토바인이나 준토쿠 상황에 대한 처우와는 달리 아와의 슈고(守護) 오가사와라 나가쓰네(小笠原長経)에 명하여 쓰치미카도 상황의 거처로 쓸 별궁을 따로 짓게 하는 등 후한 대접을 보였다.
1231년 10월 숨을 거두었다. 당시의 관례에 따라 죽기 직전 출가하여 승려가 되었다. 화장되어 가네가하라(金ヶ原)에 묻혔다. 현재 교토부 나가오카쿄시에 있는 가네가하라노 미사사기(金原陵)가 그곳이며, 도쿠시마현 나루토시에는 유해를 화장한 곳에 조성한 화장총(火葬塚)이 있다.
불교 종파인 일련종(日蓮宗)의 개조인 니치렌은 쓰치미카도 천황의 아들이라는 설이 있으나 정설은 아니다.

## 가계도
- 중궁 : 온메이몬인(陰明門院) 오오이시미카도(후지와라) 레이시(大炊御門(藤原) 麗子) (1185-1243) - 오오이시미카도 요리자네(大炊御門 頼実)의 딸
- 텐지 : 츠치미카도(미나모토노) 토우시(土御門(源) 通子) (?-1221) - 미나모토노 미사무네(源 通宗)의 딸
  - 황녀 : 하루코(슌시) 여왕(春子 女王) (1210-1230)
  - 황녀 : 오기마치인(正親町院) 카쿠시 내친왕(覚子 内親王) (1213-1285)
  - 제4황자 : 닌죠 법친왕(仁助 法親王) (1215-1262)
  - 제5황자 : 세이닌 법친왕(静仁 法親王)（1216-1296）
  - 제7황자 : 쿠니히토 친왕(邦仁 親王) -（고사가 천황）
- 궁인 : 미사쿠쇼시(美作掌侍) 타카시나씨(高階氏) - 타카나시노 나카스케(高階 仲資)의 딸
  - 제1황자 : 토닌 법친왕(道仁法親王)（1209-1263）
- 궁인 : 미나모토씨(源氏) - 미나모토노 사다미츠(源 貞光)의 딸
  - 황녀 : 히데코(슈시) 여왕(秀子 女王)
- 궁인 : 비쵸노 츠보네(尾張局)
  - 제2황자 : 손슈 법친왕(尊守法親王) (1210-1260)
- 궁인 : 미나모토씨(源氏) - 승려 진에(尋恵)의 딸
  - 제6황자 : 손쇼 법친왕(尊助 法親王) (1217-1290）
- 궁인 : 치부쿄노 츠보네(治部卿局) 후지와라씨(藤原氏) - 승려 데이쇼(定勝)의 딸
  - 제3황자 : 토엔 법친왕(道円 法親王) (1210-1240)
  - 황녀 : 노부코(신시) 여왕(信子 女王)
- 궁인 : 다이쿠노 츠보네(大宮局) 미나모토씨(源氏) - 미나모토노 아리야스(源 有雅)의 딸
  - 황녀 : 센카몬인(仙華門院) 아키코(긴시) 내친왕(曦子 内親王) (1224-1262)
- 궁인 : 후지와라씨(藤原氏) - 승려 엔요(円誉)의 딸
  - 제8황자 사이닌 법친왕(最仁 法親王) (1227-1295)
- 궁인 : 쿠나이쿄노츠보네(宮内卿局) 후지와라씨(藤原氏) - 후지와라노 노리미츠(藤原 範光)의 딸
  - 황녀 : 토모코(치시) 여왕(知子 女王)
- 궁인 : 후지와라씨(藤原氏) - 승려 켄손(兼尊)의 딸
  - 황자 : 조닌(増仁)
- 궁인 : 사쿄다이후노 츠보네(左京大夫局) 미나모토씨(源氏) - 승려 쇼엔(証遍)의 딸
  - 황녀 : 쿠도코(쥰시) 내친왕(諄子 内親王)（?-1260）
- 궁인 : 단바노 츠보네(丹波局）
  - 황녀 : 고레코(젠시) 여왕(是子女王)
- 생모불명
  - 황자 : 카이손(懐尊)
  - 황자 : 세키에(寂恵)

## 재위 중의 연호
쓰치미카도 천황 재위 중 사용된 연호는 다음과 같다.
| 순서                                   | 연호         | 연호 사용 시작 날짜     | 연호를 바꾼 날짜         |
| -------------------------------------- | ------------ | ----------------------- | ------------------------ |
| 1                                      | 겐큐(建久)   | (즉위: 1198년 1월 11일) | 1199년 4월 27일          |
| 2                                      | 쇼지(正治)   | 1199년 4월 27일         | 1201년 2월 13일          |
| 3                                      | 겐닌(建仁)   | 1201년 2월 13일         | 1204년 2월 20일          |
| 4                                      | 겐큐(元久)   | 1204년 2월 20일         | 1206년 4월 27일          |
| 5                                      | 겐에이(建永) | 1206년 4월 27일         | 1207년 10월 25일         |
| 6                                      | 조겐(承元)   | 1207년 10월 25일        | (퇴위: 1210년 11월 25일) |
| 주(註): 표의 모든 날짜는 음력(陰歷)임. |              |                         |                          |

## 같이 보기
- 일본 천황
- 고쓰치미카도 천황